# Orientierungslauf-Europameisterschaften 2000
Die 3. Orientierungslauf-Europameisterschaften fanden vom 30. Juni bis 4. Juli 2000 in der Gegend um Truskawez (Oblast Lwiw) in der Ukraine statt. Es waren die ersten Europameisterschaften im Orientierungslauf nach einer 36-jährigen Aussetzung dieses Wettbewerbs.
Es gab sechs Wettbewerbe: je ein Kurz- und ein Langstreckenwettbewerb für Männer und Frauen sowie eine Männer- und eine Frauenstaffel.

## Herren

### Kurzdistanz
| Platz | Land | Athlet               | Zeit      |
| ----- | ---- | -------------------- | --------- |
| 1     | RUS  | Walentin Nowikow     | 26:58 min |
| 2     | UKR  | Juri Omeltschenko    | 28:01 min |
| 3     | NOR  | Tore Sandvik         | 28:11 min |
| 4     | DEN  | Allan Mogensen       | 28:17 min |
|       | POL  | Robert Banach        | 28:17 min |
| 6     | NOR  | Jørgen Rostrup       | 28:46 min |
| 7     | NOR  | Holger Hott Johansen | 28:48 min |
| 8     | SUI  | Thomas Bührer        | 29:00 min |

Kurzdistanz: 4. Juli 2000

Länge: 3,3 km

Steigung: 84 m

Posten: 24

### Langdistanz
| Platz | Land | Athlet            | Zeit      |
| ----- | ---- | ----------------- | --------- |
| 1     | RUS  | Walentin Nowikow  | 1:27:51 h |
| 2     | SVK  | Marián Dávidík    | 1:32:32 h |
| 3     | NOR  | Bjørnar Valstad   | 1:32:33 h |
| 4     | NOR  | Bernt Bjørnsgaard | 1:32:42 h |
| 5     | SUI  | Thomas Bührer     | 1:32:47 h |
| 6     | UKR  | Juri Omeltschenko | 1:32:52 h |
| 7     | FIN  | Jarkko Huovila    | 1:32:52 h |
| 8     | SWE  | Emil Wingstedt    | 1:34:10 h |

Langdistanz: 3. Juli 2000

Länge:

Steigung:

Posten:

### Staffel
| Platz | Land | Athleten                                         | Zeit      |
| ----- | ---- | ------------------------------------------------ | --------- |
| 1     | SUI  | Matthias Niggli Christoph Plattner Thomas Bührer | 2:36:42 h |
| 2     | CZE  | Vladimír Lučan Michal Jedlička Rudolf Ropek      | 2:39:10 h |
| 3     | SWE  | Fredrik Löwegren Thomas Asp Jörgen Olsson        | 2:39:34 h |
| 4     | UKR  |                                                  | 2:39:45 h |
| 5     | RUS  |                                                  | 2:41:11 h |
| 6     | DEN  | Thomas Jensen Allan Mogensen Carsten Jørgensen   | 2:43:27 h |

Staffel:

## Damen

### Kurzdistanz
| Platz | Land | Athletin                 | Zeit      |
| ----- | ---- | ------------------------ | --------- |
| 1     | SWE  | Jenny Johansson          | 25:50 min |
| 2     | SUI  | Simone Luder             | 26:17 min |
| 3     | POL  | Anna Górnicka-Antonowicz | 27:27 min |
| 4     | CZE  | Bohdana Térová           | 27:47 min |
| 5     | GBR  | Heather Monro            | 27:58 min |
|       | LTU  | Giedre Voveriene         | 27:58 min |
| 7     | UKR  | Natalja Potapalska       | 28:06 min |
| 8     | RUS  | Tatjana Preljawa         | 28:13 min |

Kurzdistanz: 4. Juli 2000

Länge: 2,8 km

Steigung: 68 m

Posten: 21

### Langdistanz
| Platz | Land | Athletin            | Zeit      |
| ----- | ---- | ------------------- | --------- |
| 1     | NOR  | Hanne Staff         | 1:04:49 h |
| 2     | SUI  | Brigitte Wolf       | 1:08:46 h |
| 3     | GBR  | Yvette Baker        | 1:10:20 h |
| 4     | AUT  | Lucie Böhm          | 1:10:25 h |
| 5     | NOR  | Elisabeth Invaldsen | 1:11:26 h |
| 6     | EST  | Maret Vaher         | 1:11:53 h |
| 7     | FIN  | Kirsi Boström       | 1:12:03 h |
| 8     | SUI  | Brigitte Grüniger   | 1:12:46 h |

Langdistanz: 3. Juli 2000

### Staffel
| Platz | Land | Athletinnen                                       | Zeit      |
| ----- | ---- | ------------------------------------------------- | --------- |
| 1     | NOR  | Elisabeth Ingvaldsen Birgitte Husebye Hanne Staff | 2:16:18 h |
| 2     | SWE  | Katarina Allberg Maria Sandström Jenny Johansson  | 2:16:21 h |
| 3     | GBR  | Jenny James Yvette Baker Heather Monro            | 2:20:08 h |
| 4     | SUI  |                                                   | 2:20:10 h |
| 5     | UKR  |                                                   | 2:20:11 h |
| 6     |      |                                                   |           |
| 7     |      |                                                   |           |
| 8     |      |                                                   |           |

Staffel:

## Medaillenspiegel
| Platz | Land                   | Gold | Silber | Bronze | Gesamt |
| ----- | ---------------------- | ---- | ------ | ------ | ------ |
| 1     | Norwegen               | 2    | -      | 2      | 4      |
| 2     | Russland               | 2    | -      | -      | 2      |
| 3     | Schweiz                | 1    | 2      | -      | 3      |
| 4     | Schweden               | 1    | 1      | 1      | 3      |
| 5     | Slowakei               | -    | 1      | -      | 1      |
|       | Tschechien             | -    | 1      | -      | 1      |
|       | Ukraine                | -    | 1      | -      | 1      |
| 8     | Vereinigtes Königreich | -    | -      | 2      | 2      |
| 9     | Polen                  | -    | -      | 1      | 1      |